# 알파히디 요새

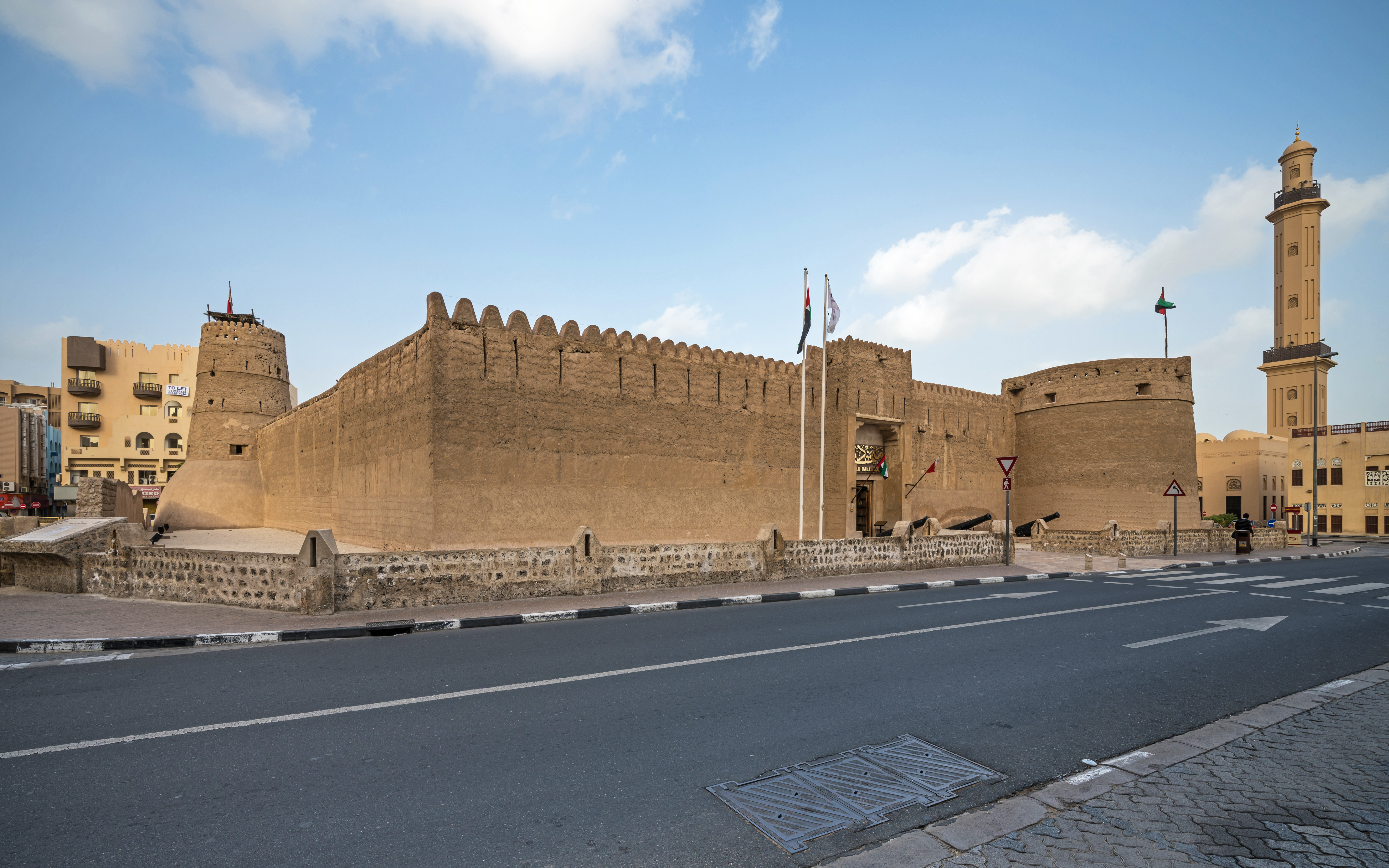
알파히디 요새

알파히디 요새(아랍어: حصن الفهيدي)은 아랍에미리트 두바이에 있는 요새이다. 두바이 박물관이 위치하고 있다.